# Nawłoć późna

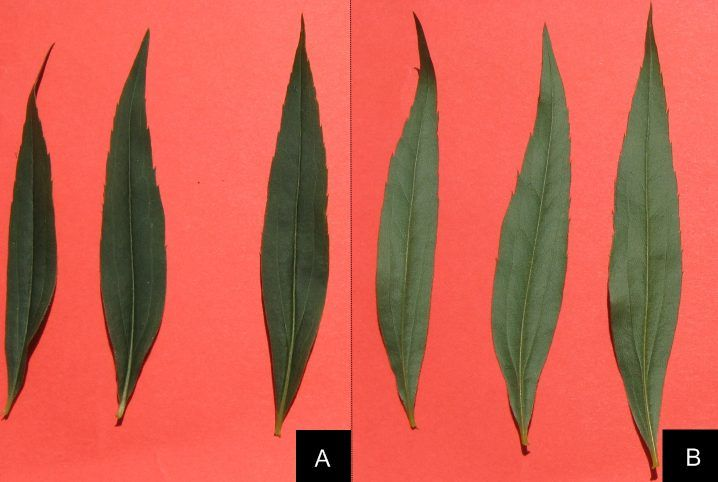
Liście: A) wierzch B) spód

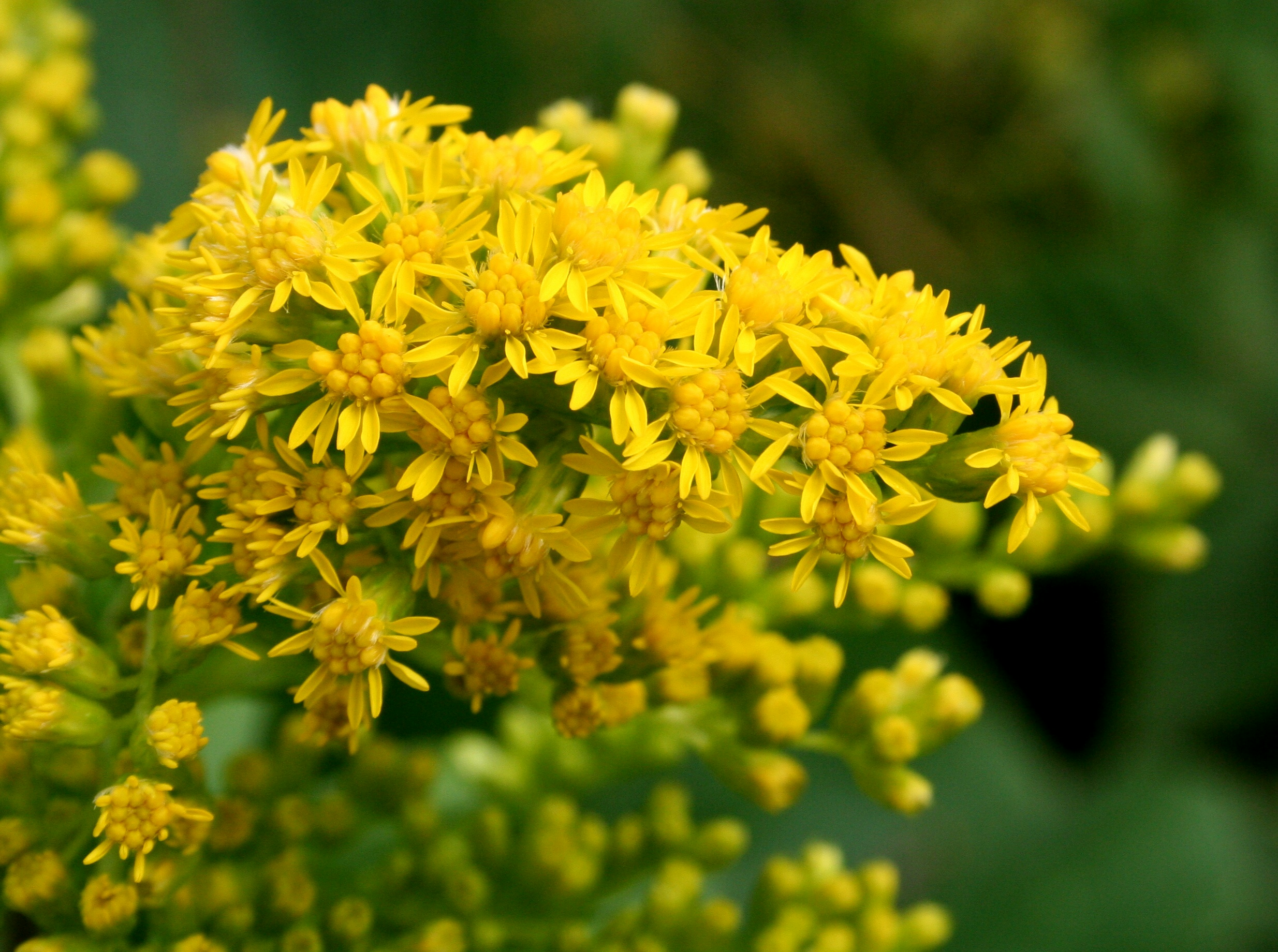
Kwiaty

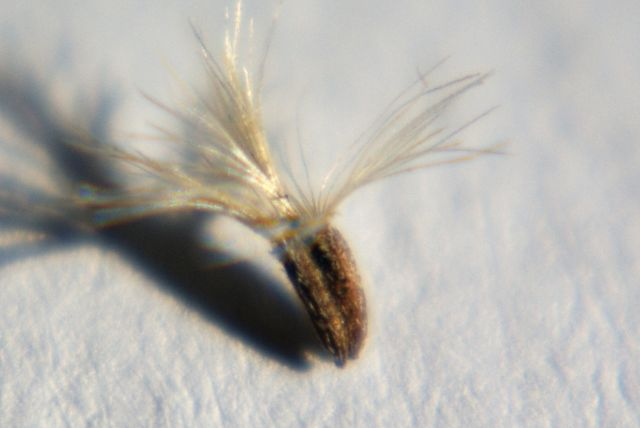
Owoc

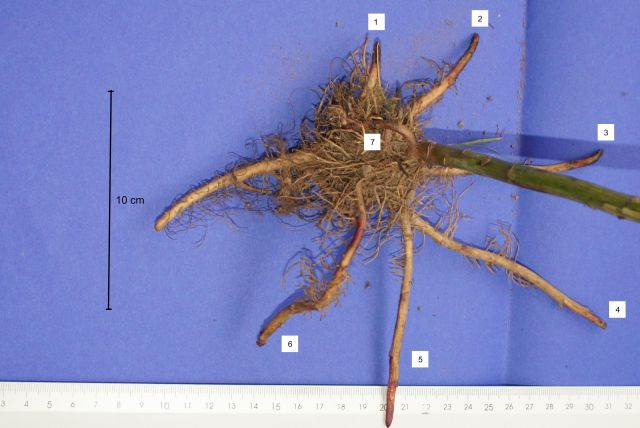
Kłącze

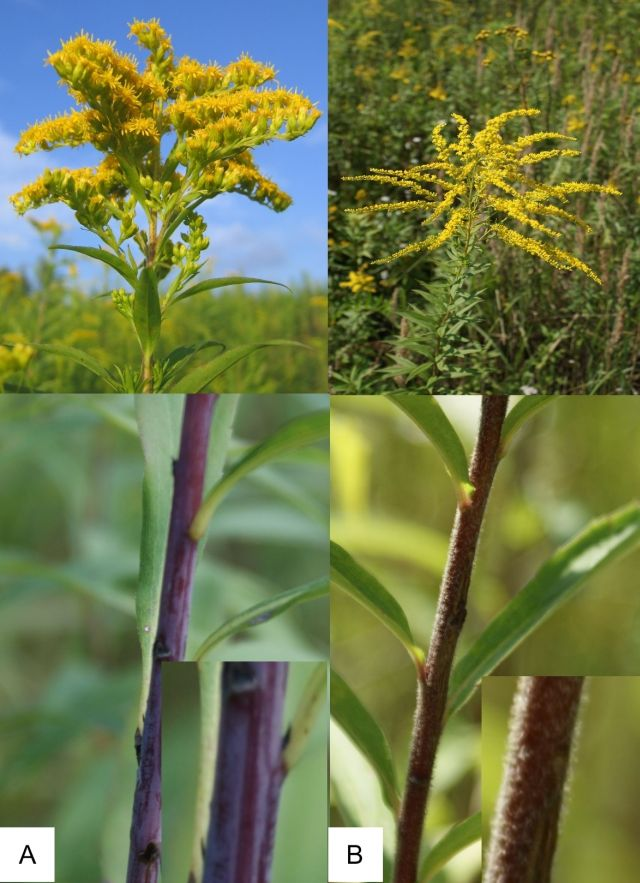
A) S. gigantea B) S. canadensis

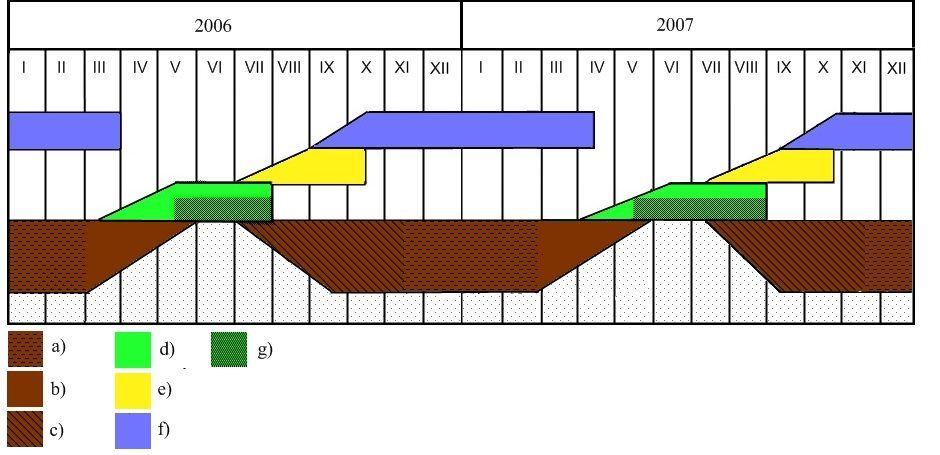
Fenologia rozwoju: a) zimowanie pędów w glebie; b) przejście pędów na powierzchnię gleby; c) rozwój, wzrost i przemieszczanie się pędów w glebie; d) rozwój i wzrost pędów nadziemnych; e) kwitnienie pędów pochodzenia wegetatywnego i generatywnego; f) dojrzewanie i rozsiewanie nasion; g) kiełkowanie nasion i rozwój pędów pochodzenia generatywnego

Nawłoć późna, nawłoć olbrzymia (Solidago gigantea Aiton) – gatunek rośliny wieloletniej należący do rodziny astrowatych. Występuje naturalnie w Ameryce Północnej. Rozpowszechniony został jako roślina ozdobna i stał się gatunkiem inwazyjnym na znacznym obszarze Europy, ale też na innych kontynentach. Jest pospolity na obszarze całej Polski. Doskonale aklimatyzuje się i wypiera gatunki rodzime. Status gatunku w polskiej florze: kenofit, agriofit.

## Rozmieszczenie geograficzne
Nawłoć późna rośnie w Ameryce Północnej, gdzie jej zasięg obejmuje rozległe obszary Stanów Zjednoczonych i Kanady. Brak jej lub występuje na nielicznych stanowiskach w północnej części Kanady i na Alasce, na Florydzie i w południowo-zachodniej części USA.
Gatunek został introdukowany do Europy w XVIII wieku jako roślina ozdobna. Pierwsze dane o tym gatunku pochodzą z roku 1758, kiedy to roślina została sprowadzona do ogrodu botanicznego w Londynie. W pierwszej połowie XIX w. została odnotowana we Francji, a 50 lat później w Szwajcarii i Niemczech. Pierwsze wzmianka o występowaniu S. gigantea w Niemczech datuje się na rok 1832, a w Austrii na rok 1857. W latach 1850–1880 odnotowano wielokrotnie pojawianie się gatunku w środkowej Europie. Według analizy notowań botanicznych, szacunkowa ekspansywność wynosiła blisko 910 km²/rok. W roku 1950 zasięg występowania nawłoci był zbliżony do obecnego tj. obejmował obszar od północnych Włoch do południowej Skandynawii, oraz od północnej Hiszpanii i zachodniego wybrzeża Francji do zachodniej Rosji. Nawłoć późna występuje do wysokości 1200 m n.p.m., rzadziej notowana jest powyżej tej wysokości.
Poza Europą roślina ta zawleczona została i jako zdziczała rośnie w Japonii, Korei, na Rosyjskim Dalekim Wschodzie, na Nowej Zelandii i w Australii, a także na Azorach i w Meksyku. Ze względu na zmiany warunków klimatycznych i preferencje siedliskowe prognozowane jest dalsze powiększanie obszaru występowania przez ten gatunek.
Nawłoć późna jest gatunkiem rozpowszechnionym w Polsce, zwłaszcza w jej południowo-wschodniej części oraz wzdłuż doliny Wisły, rzadziej natomiast jest spotykana w północno-wschodniej części kraju.

## Morfologia
PokrójBylina, z której trwałych kłączy wyrastają okazałe roczne pędy nadziemne, zwieńczone piramidalnym kwiatostanem z żółtymi kwiatami. W optymalnych warunkach tworzyć może gęste skupiska osiągając nawet liczbę 167 pędów na 1 m².
ŁodygaPodziemne łodygi rosną na głębokości zwykle do 10–20 cm, w postaci poziomych kłączy, wyrastających w liczbie od 3 do 50 z nasad ubiegłorocznych pędów nadziemnych. Osiągają one do 90 cm długości i 1 cm średnicy. Mają zwykle barwę czerwonawą lub fioletową. Na całej ich długości wyrastają korzenie i od 1 do ponad 20 prosto wzniesionych pędów nadziemnych. Przy czym na 10 cm kłącza znajdować się może do 22 pąków (mniej w części środkowej, więcej u nasady i w części szczytowej). Pędy nadziemne osiągają wysokość zwykle od 50 (rzadziej od 30 cm) do około 200 cm, a rzadko nawet do 280 cm wysokości oraz średnicę od 0,5 do 1,1 cm. Charakterystyczną ich cechą jest brak włosków w dolnej części (poniżej kwiatostanu) i częsta obecność sinawego nalotu woskowego. Pędy nadziemne są zwykle wiśniowoczerwono nabiegłe. Rozgałęziają się tylko w części szczytowej w obrębie kwiatostanu złożonego. Na przekroju są okrągłe i pełne.
LiścieSkrętoległe, pojedyncze i siedzące, wyrastają na całej długości pędu nadziemnego (może ich rozwinąć się na nim do 90), przy czym w dole sukcesywnie zaczynają one zamierać wraz z końcem lata. Największe są w części środkowej pędu. Osiągają od 8 do 18 cm długości (najczęściej nieco ponad 9 cm) i 1–3 cm szerokości (najczęściej poniżej 1,5 cm). Blaszka podługowata do lancetowatej jest piłkowana (z wyjątkiem nasady), przy czym wielkość ząbków jest bardzo zmienna w różnych populacjach. Wierzchołek jest zaostrzony, a nasada klinowata. Wzdłuż blaszki biegnie wyraźnie widoczna centralna wiązka przewodząca, a mniej więcej równolegle do niej, w różnym stopniu widoczne dwie wiązki boczne. Blaszka jest naga lub lekko owłosiona od spodu.
KwiatyDrobne, zebrane w bardzo liczne (ok. 600–1200) koszyczki na rozgałęzieniach pędu w jego części szczytowej, tworzącej piramidalny, wiechowaty kwiatostan złożony. Rozgałęzienia kwiatostanu są nagie lub owłosione, rozpostarte, dolne zwykle odginają się ku dołowi. Koszyczki stoją na rozgałęzieniach kwiatostanu jednostronnie, na krótkich (do 3 mm długości) szypułach, gęściej lub rzadziej owłosionych. U ich nasady brak lub wyrasta jedna lub dwie drobne, równowąsko-lancetowate podsadki. Okrywa koszyczków dzwonkowata, długości zwykle 2,5 do 4 mm (rzadko nieco bardziej skrócona lub wydłużona), z listkami równowąsko-lancetowatymi, nierównej długości, zaostrzonymi, wyrastającymi w 3–4 rzędach. Średnica koszyczka wynosi 2–3 mm. Kwiaty, żółte, bardzo małe. Brzeżne kwiaty języczkowate występują zwykle w liczbie 9–15, zawierają płodny słupek, ale nie pręciki, a ich języczek osiąga do 3 mm długości i poniżej 0,5 mm szerokości. Wewnętrzne, obupłciowe kwiaty rurkowate w liczbie zwykle od 7 do 12, są nieco krótsze, ich rurkowate korony osiągają zwykle od 2,5 do 3,5 mm długości, a ząbki na szczycie poniżej 1 mm.
OwocNiełupki o długości od 1,0 do 1,5 mm, nieco owłosione, z puchem kielichowym długości 2–2,5 mm.
Gatunki podobneNawłoć kanadyjska S. canadensis ma łodygi przynajmniej w górnej połowie owłosione, podczas gdy nawłoć późna ma owłosione tylko oś i gałązki kwiatostanu. Kwiaty języczkowate nawłoci późnej są dłuższe od okrywy (osiągają ponad 3 mm), podczas gdy u nawłoci kanadyjskiej są krótsze od okrywy (poniżej 3 mm).

## Systematyka, zmienność i mieszańce
Jeden z ok. 130 gatunków rodzaju nawłoć Solidago zaliczany w jego obrębie do podrodzaju Triplinervae, skupiającego ok. 16 gatunków o liściach trójnerwowych, a w jego obrębie do kompleksu S. canadensis. W obrębie tej grupy wyróżnia się najsłabszym owłosieniem pędów.
Ze względu na znaczną zmienność w obrębie gatunku, opisano w jego obrębie szereg odmian, podgatunków lub takson ten traktowany jest jako kompleks trzech gatunków reprezentujących różne cytotypy (co uzasadnia istnienie między nimi bariery reprodukcyjnej, ale nie jest szerzej akceptowane):
- S. gigantea: 2n=2x=18; żyłki przewodzące na spodzie liścia owłosione[3]; w Ameryce Północnej rośnie głównie na wschód od Appalachów[4];
- S. serotina: 2n=4x=36; liście wąskie i nagie od spodu[3]; w Ameryce Północnej rośnie w pasie lasów na wschód od Wielkich Równin[4];
- S. shinnersii: 2n=6x=54; liście szerokie i nagie od spodu[3]; w Ameryce Północnej rośnie na prerii na Wielkich Równinach[4].

Do Europy zawleczone zostały według niektórych źródeł wszystkie cytotypy, ale według innych tylko tetraploid (2n=36).
W Ameryce Północnej oraz we Francji zarejestrowano mieszańca między nawłocią późną i kanadyjską S. canadensis × S. gigantea.

## Biologia

### Rozwój
Nawłoć późna jest hemikryptofitem kłączowym, rozmnażającym się wegetatywnie za pomocą kłącza i generatywnie za pomocą nasion. Nasiona, nowe pędy nadziemne i podziemne kłącza powstają w każdym roku, przy czym pędy nadziemne jesienią zawsze zamierają.
Wzrost pędów nadziemnych zaczyna się wiosną i trwa zwykle nieprzerwanie do lipca, tj. do powstania kwiatostanu na szczycie pędu. Liczba liści na pędzie powiązana jest z wysokością pędu, przy czym najstarsze liście od podstawy pędu ku górze opadają sukcesywnie w ciągu lata. Największe ulistnienie obserwowane jest w lipcu. Kwitnienie przypada zwykle na sierpień i wrzesień, ale bywa że zaczyna się w lipcu i kończy w listopadzie. Owoce rozsiewane są przez wiatr, ale wiele z nich pozostaje na pędzie w trakcie zimy. Nasiona kiełkują zwykle wiosną, ale zdarza się, że i latem, przy czym wschodzące później siewki nie tworzą kwiatostanu w pierwszym roku rozwoju. Nowe kłącza formują się wiosną jako pąki i rozwijają w trakcie lata. Z jednej ramety może rozwinąć się do 50 kłączy, przy czym w starszych okazach powstaje mniej kłączy, co tłumaczone jest większym zaangażowaniem takich roślin w rozmnażanie płciowe (kwitnienie i owocowanie). Pędy nadziemne zasychają późną jesienią, a zawarte w nich zasoby (woda, węglowodany, sole mineralne) trafiają do kłączy pełniących także funkcję organów spichrzowych.

### Rozprzestrzenianie
Dzięki nasionom gatunek rozprzestrzenia się na większe odległości – siewki nie są znajdowane w zwartych płatach nawłoci, chyba że ich pędy zostaną skoszone wiosną. W miejscach już zasiedlonych rośliny rozmnażają się niemal wyłącznie klonalnie za pomocą kłączy.
Na większe odległości owoce, zaopatrzone w puch lotny, przenoszone są za pomocą wiatru. Także fragmenty kłączy bywają unoszone przez wody i rozprzestrzeniane wzdłuż dolin rzecznych.
Maksymalne przyrosty roczne kłączy na długość sięgają 0,9 m, co pozwala powiększać płaty nawłoci zwykle o 0,3 do 0,8 m rocznie. Zwłaszcza na inicjalnych stanowiskach wyraźnie widoczne są koliste płaty roślin tego gatunku o średnicy do kilku m. Starsze okazy zajmują rozległe powierzchnie i liczą tysiące ramet. Na zachowanie ciągłości kłączy wpływ mają w obrębie naturalnego zasięgu roślinożercy – to oni wpływają na dzielenie jednego klonalnie rozrastającego się okazu (genetu) na polikormony. Wobec braku presji roślinożerców na obszarach, gdzie nawłoć dokonuje inwazji – polikormony osiągają wielkie rozmiary.

## Ekologia

### Siedlisko
W obrębie naturalnego zasięgu nawłoć późna związana jest z siedliskami przynajmniej okresowo wilgotnymi – rośnie na terenach zalewowych w dolinach rzek, wzdłuż rowów i w obniżeniach terenu, na mokradłach i źródliskach, zarówno w zbiorowiskach trawiastych (w tym typowych dla prerii), jak i w zaroślach oraz widnych lasach.
Na obszarach, gdzie jest gatunkiem inwazyjnym, w tym w Europie, na siedliskach wilgotnych rośnie najlepiej – często tworząc rozległe, gęste i jednogatunkowe agregacje. Spotykany jest także jednak poza terenami wilgotnymi, np. wzdłuż przydroży i na nasypach, przy czym w miejscach suchszych jest mniej konkurencyjny i rośnie słabiej. Podobnie z naturalnego zasięgu opisywany jest jako gatunek nietolerujący większego zacienienia, podczas gdy w Europie, mimo że preferuje siedliska niezacienione, to jednak rozwija się też na skrajach lasów, a nawet pod okapem drzewostanu w lasach liściastych. Nawłoć późna preferuje siedliska żyzne, znacznie intensywniej rosnąc i kwitnąc w takich miejscach, ale rozprzestrzenia się także na siedliskach uboższych. Jest gatunkiem tolerancyjnym w stosunku do rodzajów gleb, ich składu mechanicznego i odczynu, a także wobec różnych warunków klimatycznych, choć lepiej rośnie na obszarach o większych wpływach klimatu oceanicznego. Wyższe średnie temperatury korelują z osiąganą wielkością pędów, a wyższe temperatury w okresie wiosennym (ponad 24 °C) sprzyjają kiełkowaniu nasion.

### Oddziaływania międzygatunkowe
Silny wzrost i zagęszczenie pędów podziemnych i nadziemnych nawłoci powoduje, że wewnątrz jej płatów zwykle nie występują inne gatunki roślin. Pasożytują na niej tylko nieliczne gatunki grzybów: Golovinomyces asterum powodujący mączniaka prawdziwego, Fusicladium virgaureae wywołujący plamistość liści oraz Coleosporium asterum i Uromyces sommerfeltii wywołujące rdzę. Żerują na niej niektóre gatunki muchówek z rodziny Agromyzidae: Calycomyza solidaginis, Liriomyza pusilla, Nemorimyza posticata, Ophiomyia maura i mszyca Brachycaudus helichrysi.
Fitosocjologia
Nawłoć późna jest w Europie Środkowej gatunkiem charakterystycznym dla zespołu Rudbeckio-Solidaginetum. Fitocenozy tego zespołu tworzą okazałe rośliny zielne sprowadzone z Ameryki Północnej lub Azji.
Gatunek ten rośnie jednak w różnych zbiorowiskach z klasy Artemisietea, przy czym w miejscach żyznych i wilgotnych często jest w nich dominantem. Zbiorowiska ze znacznym udziałem nawłoci późnej opisywane są jako Solidaginetum serotinae-canadensis, Impatienti-Solidaginetum, Stenactido-Solidaginetum, poza tym występuje on w zbiorowiskach z dominacją pokrzywy zwyczajnej Urtica dioica i kielisznika zaroślowego Convolvulus sepium, w różnych zbiorowiskach ze związków Arction i Sisymbrion, w lasach z robinią akacjową oraz w lasach łęgowych z olszami i wierzbami.

## Zastosowanie
- W kwiatach nawłoci późnej powstają niewielkie ilości nektaru, ale ze względu na wielką liczbę kwiatów w kwiatostanach, obfite kwitnienie i zwykle łanowe występowanie tego gatunku – gatunek cechuje się znaczną wydajnością miodową sięgającą nawet 700 kg/ha. Jedna rodzina pszczela zebrać może do 4 kg nektaru dziennie[12].

- Uprawiana bywa jako roślina ozdobna. Popularna była w ogródkach wiejskich[7].